# レイ・ロイヤー
レイ・ロイヤー（Ray Royer、1945年10月8日 - ）は、イギリスのギタリスト。イギリス・エセックス出身。ロックバンド、プロコル・ハルムの最初期のメンバーのひとりである。

## 略歴
レイ・ロイヤーは、1945年、ロンドンの北東にあるエセックスのザ・パインウッズ（The Pinewoods）に生まれた。彼はプロコル・ハルムの最初期のメンバーのひとりだが、1967年の大ヒットシングル「青い影」のリリース後まもなくプロコル・ハルムを離脱し、一緒に離脱したドラマーのボビー・ハリソンと組んで、フリーダムというバンドを結成している。